# 니도겐
니도겐(Nidogens)은 파라호소동물(parahoxozoans)의 기저판에 위치한 황산화 단량체 당단백질 계열이다. 한때 엔탁틴(entactin)으로 알려진 물질이다. 인간에서는 니도겐-1(NID1)과 니도겐-2(NID2)라는 두 가지 니도겐이 확인되었다. 놀랍게도 척추동물은 확인된 니도겐이 없어도 기저막을 안정화할 수 있다. 이와 대조적으로, 니도겐-1과 니도겐-2가 모두 결핍된 사람들은 일반적으로 심장과 폐에 존재하는 결함으로 인해 배아 발달 중에 조기에 사망한다. 니도겐은 후기 배아 발달, 특히 심장 및 폐 발달에서 기관 형성 과정에서 중요한 역할을 하는 것으로 나타났다. 진화론적 관점에서 볼 때, 니도겐은 척추동물과 무척추동물 전반에 걸쳐 고도로 보존되어 있으며 라미닌과 결합하는 능력을 유지한다.
선충에서 니도겐-1은 축삭 유도에 필요하지만 기저막 조합에는 필요하지 않다.